# 257

## Esdeveniments
- Tarragona (Tarraconense): Els francs posen setge a la ciutat.
- Roma: Sixt II succeeix Esteve I com a papa.
- Roma: Valerià I publica un edicte contra els cristians que desfermarà una gran repressió anomenada Vuitena Persecució.
- Imperi Romà: Gal·liè restableix la frontera del Rin.
- Colònia (Germània Inferior): Aprofitant l'absència de Gal·liè, Pòstum I es revolta i es proclama emperador.

## Naixements
- Armènia: Gregori l'Il·luminat, primer patriarca d'Armènia. (m. 330)

## Necrològiques
- 2 d'agost - Roma: Esteve I, papa.
- Tolosa (Gàl·lia): Sant Sadurní, primer bisbe de la ciutat.